# Pila-Canale
Pila-Canale (korsisch Pila è Canali) ist eine Gemeinde mit 274 Einwohnern (Stand: 1. Januar 2022) im französischen Département Corse-du-Sud auf der Mittelmeerinsel Korsika. Sie gehört zum Arrondissement Ajaccio. Die Bewohner werden Canalais und Canalaises genannt.

## Geografie
Pila-Canale liegt auf ungefähr 400 Metern über dem Meeresspiegel im Tal des Taravo. Nachbargemeinden sind Guargualé im Norden, Urbalacone im Nordosten, Petreto-Bicchisano im Osten, Casalabriva und Sollacaro im Süden sowie Cognocoli-Monticchi im Westen.
Der Taravo bildet die Grenze zu Casalabriva. Die Route départementale D302, die ehemalige Route nationale 851, führt über Pila-Canale.

## Bevölkerungsentwicklung
| Jahr      | 1962 | 1968 | 1975 | 1982 | 1990 | 1999 | 2008 | 2019 |
| Einwohner | 515  | 488  | 408  | 305  | 265  | 278  | 283  | 280  |

## Sehenswürdigkeiten
- Metallzeitlicher Fundplatz Castellucciu mit Relikten aus der Bronzezeit

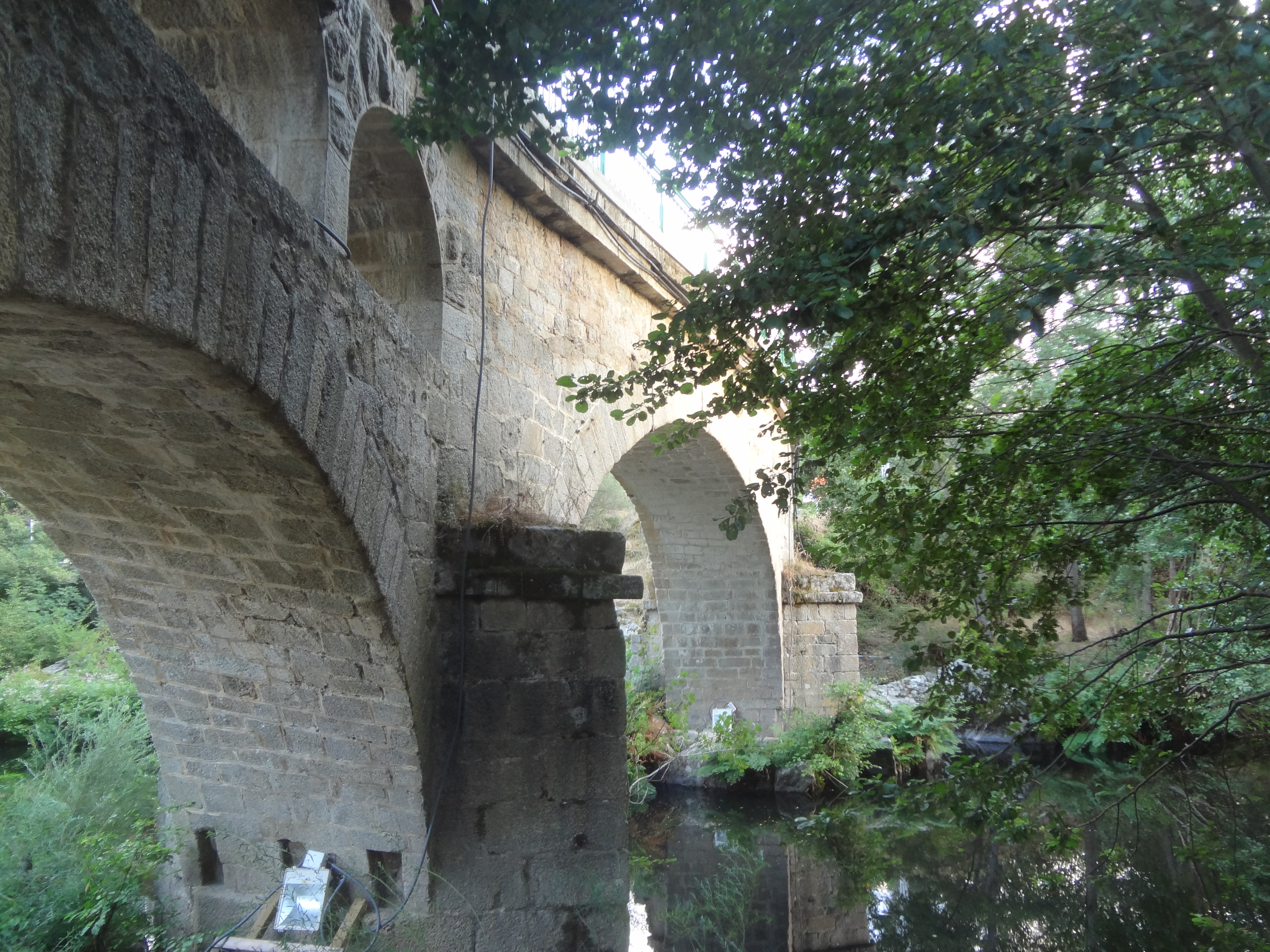
Brücke Pont de Calzola über dem Taravo
- Pfarrkirche Saint-Pancrace aus dem ausgehenden 19. Jahrhundert
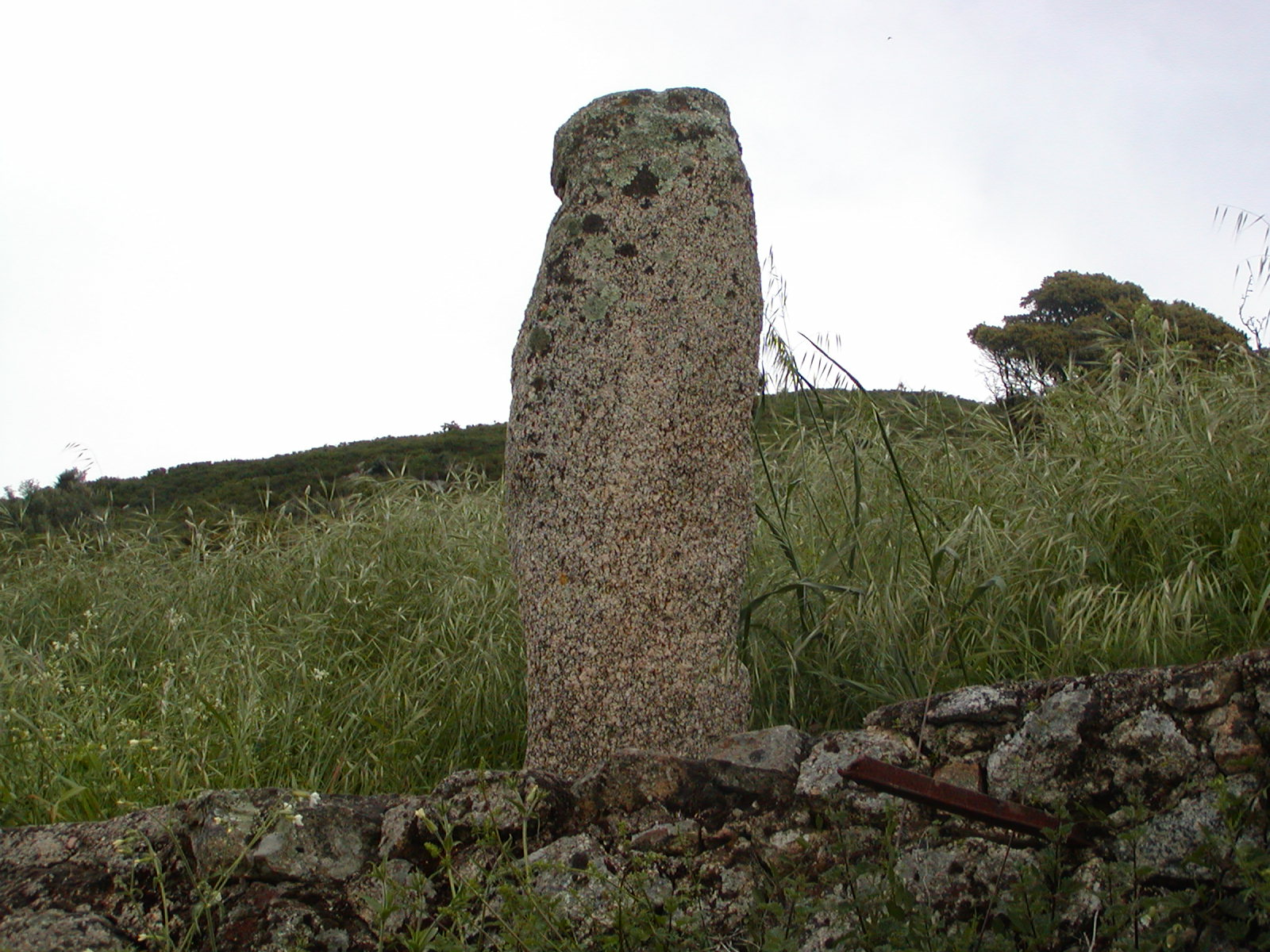
Menhir Stantara di u Cantonu

- Brücke Pont de Calzola über dem Taravo
- Menhir Stantara di u Cantonu

## Wirtschaft
In Pila-Canale befinden sich Rebflächen des Weinbaugebietes Ajaccio.